# Andra Veidemann

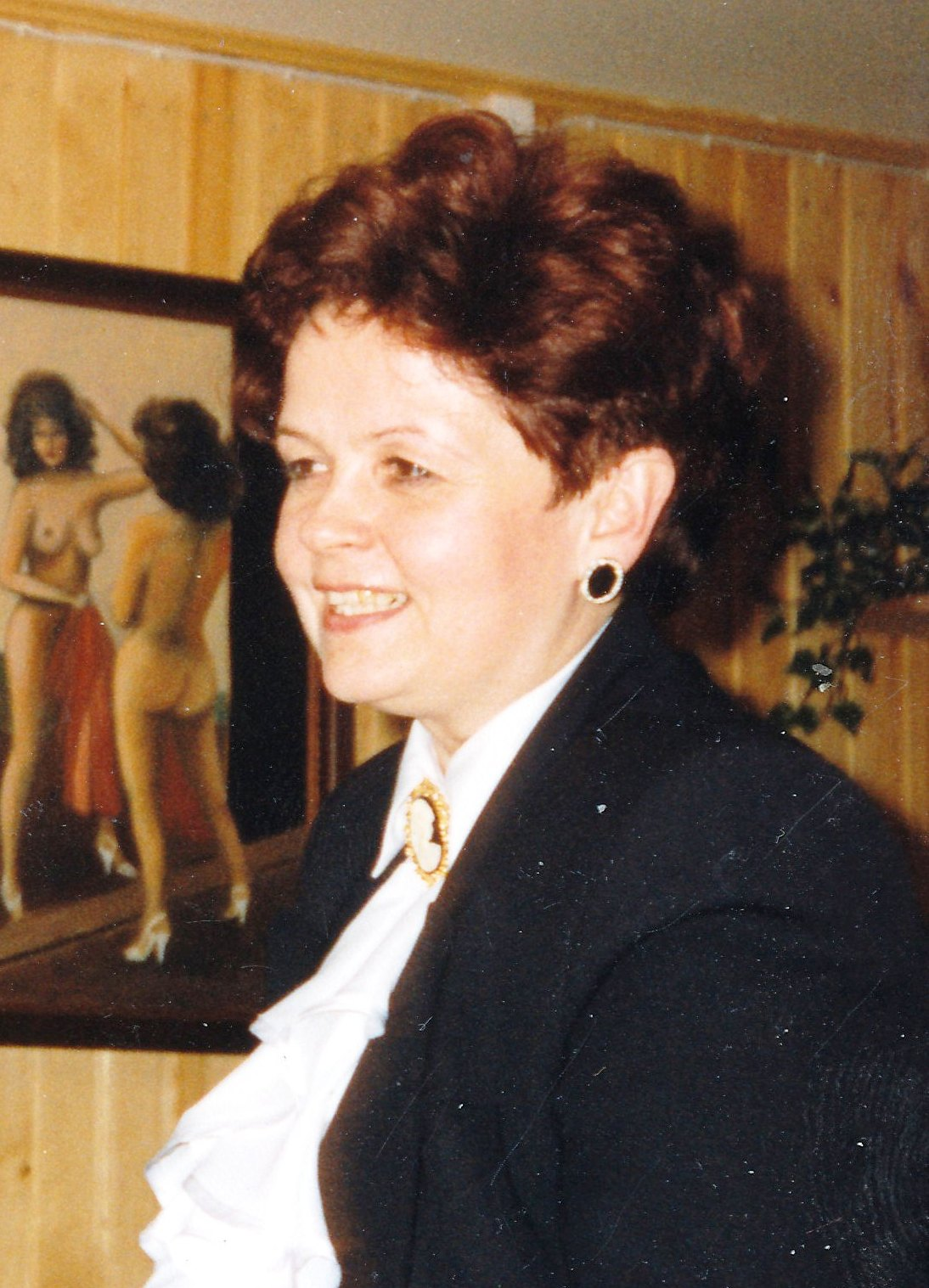
Andra Veidemann (1998)

Andra Veidemann (geborene Eesmaa; * 18. Juli 1955 in Tallinn, Estnische SSR) ist eine estnische Historikerin, Ethnologin und Politikerin.

## Frühe Jahre
Andra Veidemann wurde als Tochter des estnischen Tenors Enno Eesmaa (1917–1997) geboren. Sie machte 1977 ihr Abitur an der 7. Mittelschule in Tallinn. Anschließend studierte sie bis 1978 Geschichte und Ethnologie an der Staatlichen Universität Tartu.
Nach ihrem Studium arbeitete Veidemann von 1978 bis 1990 als Ethnographin am Historischen Institut der Akademie der Wissenschaften der Estnischen SSR. Von 1990 bis 1992 war sie im estnischen Kulturministerium tätig. Sie war dort Abteilungsleiterin für Religionsfragen. 1991 nahm sie Kurse im Fach Theologie an der Universität Helsinki.

## Politikerin
Kurz vor Wiedererlangung der estnischen Unabhängigkeit ging Veidemann 1989 in die Politik. Veidemann war Mitbegründerin der Liberaldemokratischen Partei (Liberaaldemokraatliku Partei), später der 1991 aus der Taufe gehobenen, Mitte-links orientierten Zentrumspartei (Keskerakond).
Bei der ersten freien Parlamentswahl 1992 wurde Veidemann als Abgeordnete in den Riigikogu gewählt. Bei der Wahl 1995 gelang ihr erneut der Einzug ins Parlament.
Von Oktober 1995 bis März 1996 war Veidemann nach dem Rücktritt des Parteivorsitzenden und Innenministers Edgar Savisaar wegen eines Abhörskandals Parteivorsitzende der Keskerakond. Sie zerstritt sich dann aber mit Savisaar. Veidemann trat aus der Partei aus und gründete mit Gleichgesinnten im Mai 1996 die Fortschrittspartei (Arengupartei).
Von Mai 1996 bis Februar 1999 war Veidemann Vorsitzende der Arengupartei. Die Partei war programmatisch in der liberalen Mitte angesiedelt. Von Dezember 1996 bis März 1999 war sie gleichzeitig Ministerin ohne Geschäftsbereich in den Kabinetten der Ministerpräsidenten Tiit Vähi (Kabinett Vähi III) und Mart Siimann (Kabinett Siimann I). Sie war 1996/96 für europäische Angelegenheiten zuständig, dann von 1997 bis 1999 für Bevölkerungsfragen, insbesondere die staatliche Politik gegenüber der russischsprachigen Minderheit.
Anfang 1999 wechselte Veidemann unmittelbar vor den anstehenden Parlamentswahlen überraschend zur Partei des estnischen Landvolks (Eesti Maarahva Erakond), weil sie sich mit ihrer Partei kaum Chancen auf ein neues Abgeordnetenmandat machte. Gleichzeitig leitete sie ab 1999 die Estnische Vereinigung für Menschenrechte (Eesti Inimõiguste Assotsiatsioon).
Veidemann gehörte zunächst der Partei des estnischen Landvolks bzw. ihrer Nachfolgepartei, der agrarischen Volksunion (Rahvaliit) an.
Ab 2001 war Veidemann Beraterin des estnischen Staatspräsidenten Arnold Rüütel, dessen politische Heimat die Volksunion ist. Sie war dann Stiftungsratsvorsitzende der staatlich geförderten „Stiftung Gesellschaftsvertrag“ (Ühiskondliku Leppe Sihtasutus), die sich mit Zukunftsfragen der estnischen Bevölkerung befasst. Ab 2007 arbeitete Veidemann für zwei Jahre als Kulturattachée an der estnischen Botschaft in Moskau.
2009 wechselte Andra Veidemann zur Sozialdemokratischen Partei (Sotsiaaldemokraatlik Erakond). Bei der anschließenden Kommunalwahl wurde sie für die Sozialdemokraten in den Stadtrat von Tallinn gewählt.

## Privatleben
Andra Veidemann ist die Ehefrau des estnischen Literaturwissenschaftlers und Journalisten Rein Veidemann (* 1946). Das Paar hat eine Tochter. Andra Veidemanns Bruder ist der estnische Journalist und Politiker Enn Eesmaa (* 1946).